# S/2017 J 6
S/2017 J 6 är en av Jupiters månar. Den upptäcktes år 2017 av Scott S. Sheppard. S/2017 J 6 är cirka 2 kilometer i diameter och roterar kring Jupiter på ett avstånd av cirka 22 455 000 kilometer.
S/2017 J 6 har ännu inte fått något officiellt namn.